# Campeonato Panamericano de Judo de 2016
El XLI Campeonato Panamericano de Judo se celebró en La Habana (Cuba) entre el 28 y el 30 de abril de 2016 bajo la organización de la Confederación Panamericana de Judo.
En total se disputaron catorce pruebas diferentes, siete masculinas y siete femeninas.

## Resultados

### Masculino
| Evento  | Oro                             | Plata                            | Bronce                                                            |
| ------- | ------------------------------- | -------------------------------- | ----------------------------------------------------------------- |
| –60 kg  | Felipe Kitadai · Brasil         | Sergio Pessoa · Canadá           | Juan Postigos · Perú · Eric Takabatake · Brasil                   |
| –66 kg  | Charles Chibana · Brasil        | Eduardo Araujo Castillo · México | Antoine Bouchard · Canadá · Ángel Hernández · México              |
| –73 kg  | Arthur Margelidon · Canadá      | Alex Pombo · Brasil              | Magdiel Estrada · Cuba · Alonso Wong · Perú                       |
| –81 kg  | Antoine Valois-Fortier · Canadá | Travis Stevens Estados Unidos    | Victor Penalber · Brasil · Iván Felipe Silva · Cuba               |
| –90 kg  | Tiago Camilo · Brasil           | Colton Brown Estados Unidos      | Thomas Briceño · Chile · Robert Florentino · República Dominicana |
| –100 kg | José Armenteros · Cuba          | Kyle Reyes · Canadá              | Luciano Corrêa · Brasil · Marc Deschenes · Canadá                 |
| +100 kg | Rafael Carlos da Silva · Brasil | David Moura · Brasil             | José Cuevas · México · Alex García Mendoza · Cuba                 |

### Femenino
| Evento | Oro                           | Plata                                | Bronce                                                       |
| ------ | ----------------------------- | ------------------------------------ | ------------------------------------------------------------ |
| –48 kg | Sarah Menezes · Brasil        | Paula Pareto Argentina               | Nathália Brígida · Brasil · Dayaris Mestre · Cuba            |
| –52 kg | Érika Miranda · Brasil        | Ecaterina Guica · Canadá             | Angelica Delgado · Estados Unidos · Gretel Romero · Cuba     |
| –57 kg | Marti Malloy Estados Unidos   | Catherine Beauchemin-Pinard · Canadá | Anailis Dorvigni · Cuba · Rafaela Silva · Brasil             |
| –63 kg | Mariana Silva · Brasil        | Maricet Espinosa · Cuba              | Estefanía García · Ecuador · Stéfanie Tremblay · Canadá      |
| –70 kg | Yuri Alvear · Colombia        | Kelita Zupancic · Canadá             | María Pérez · Puerto Rico · Elvismar Rodríguez · Venezuela   |
| –78 kg | Kayla Harrison Estados Unidos | Mayra Aguiar · Brasil                | Kaliema Antomarchi · Cuba · Yalennis Castillo Ramírez · Cuba |
| +78 kg | Idalys Ortiz · Cuba           | Maria Altheman · Brasil              | Melissa Mojica · Puerto Rico · Rochele Nunes · Brasil        |

## Medallero
| Núm. | País                 | Oro | Plata | Bronce | Total |
| ---- | -------------------- | --- | ----- | ------ | ----- |
| 1    | Brasil               | 7   | 4     | 6      | 17    |
| 2    | Canadá               | 2   | 5     | 3      | 10    |
| 3    | Estados Unidos       | 2   | 2     | 1      | 5     |
| 4    | Cuba                 | 2   | 1     | 8      | 11    |
| 5    | Colombia             | 1   | 0     | 0      | 1     |
| 6    | México               | 0   | 1     | 2      | 3     |
| 7    | Argentina            | 0   | 1     | 0      | 1     |
| 8    | Perú                 | 0   | 0     | 2      | 2     |
| 8    | Puerto Rico          | 0   | 0     | 2      | 2     |
| 10   | Chile                | 0   | 0     | 1      | 1     |
| 10   | Ecuador              | 0   | 0     | 1      | 1     |
| 10   | República Dominicana | 0   | 0     | 1      | 1     |
| 10   | Venezuela            | 0   | 0     | 1      | 1     |
|      | TOTAL                | 14  | 14    | 28     | 56    |